# Ophiorrhiza schlenckerae
Ophiorrhiza schlenckerae là một loài thực vật có hoa trong họ Thiến thảo. Loài này được F.M.Bailey mô tả khoa học đầu tiên năm 1910.